# Кебарская плотина
Плотина Кебар — каменная арочная плотина на реке Кебар в Иране, старейшая известная арочная плотина в мире.
Расположена недалеко от одноимённого города, в 23 км к юго-востоку от Кума, недалеко от деревни Занбурак в Джаннатабаде. Это древняя плотина — первая арочная плотина, построенная монголами примерно в 1280 году нашей эры во времена существования татаро-монгол. Это самая старая из сохранившихся арочных плотин. Высота оставляет 26 м, и ширина — 55 м; построена для снабжения оросительной водой. Первоначально она была 24 метра в высоту, но 2 метра были добавлены в начале или в середине XVII века. Арка плотины имела нормальную кривизну с радиусом 35 м и углом 45 градусов. Плотина стояла на известняке, а её изгиб опирался на две крылатые стены, служившие упорами. Сторона плотины вниз по течению была вертикальной до приближения к устью, где она слегка изогнута. Возле правого, или западного, устоя плотины имеется цилиндрическая дыра глубиной 10 м, которая служила для водозабора и вывода плотины. Выпускное отверстие расположено внизу, и представляет собой отверстие большего размера, но по всей шахте имеются различные отверстия меньшего размера для выпуска воды. Дамба образовала небольшой резервуар, который больше не используется и в основном заполнен илом .